# زو كوي
زو كوي (بالصينية: 祖翠) مواليد 20 يونيو 1990، هي لاعبة كرة يد صينية تلعب كظهير أيمن. مثلت منتخب الصين لكرة اليد للسيدات.

## سجل المنافسة
شاركت في البطولات التالية:
- بطولة العالم لكرة اليد للسيدات 2013